# Steve Walsh (musicien)
Pour les articles homonymes, voir Steve Walsh et Walsh.
Steve Walsh, né le 15 juin 1951 à Saint Louis au Missouri, est le chanteur, compositeur et claviériste du groupe de rock progressif Kansas, de sa formation jusqu'en 2014.

## Biographie
Bien qu'il soit principalement connu pour le rôle qu'il joue au sein du groupe, il a aussi enregistré trois albums solos et deux albums avec le groupe rock progressif Streets. En 1977, il chante sur le deuxième album solo de Steve Hackett parut en 1978, Please don't touch, en compagnie d'un autre membre de Kansas, le batteur Phil Ehart. 
Steve Walsh quitte une première fois Kansas en 1981 (au sein duquel il est remplacé par John Elefante) avant d'y revenir en 1985. 
Le 30 juin 2014, il annonce son intention de quitter une nouvelle fois le groupe. Il donne son dernier concert avec Kansas le 16 août 2014 à Sioux City au Hard Rock Hotel & Casino. Il est cette fois-ci remplacé par Ronnie Platt.

## Discographie

### Kansas
- 1974 : Kansas
- 1975 : Song for America
- 1975 : Masque
- 1976 : Leftoverture
- 1977 : Point of Know Return
- 1978 : Two for the show
- 1979 : Monolith
- 1980 : Audio-Visions
- 1986 : Power
- 1988 : In the Spirit of Things
- 1992 : Live at the Whisky
- 1994 : The Kansas Boxed Set (2 CD)
- 1995 : Freaks of Nature
- 1998 : Always Never the Same (Symphonique)
- 1999 : The Best of Kansas (Compilation)
- 2000 : Somewhere to Elsewhere
- 2002 : The Ultimate (Compilation)
- 2003 : Device-voice-drum (Live CD & Dvd)
- 2004 : Box Set Sail on 74-2004 (30th Anniversary collection, CD & DVD)
- 2006 : Works in Progress (Compilation CD & DVD)
- 2009 : There's Know Place Like Home (Live CD & DVD)

### Solo
- 1980 : Schemer-dreamer
- 2000 : Glossolalia
- 2005 : Shadowman
- 2007 : Dark Day & Faule Dr Roane (single)
- 2017 : Black Butterfly

### Streets
- 1983 : 1st
- 1985 : Crimes in Mind
- 1997 : Live in Pittsburgh, PA (Live enregistré le 28 octobre 1983)

### Collaborations
- 1978 : Steve Hackett – Please Don't Touch!
- 1980 : Kerry Livgren – Seeds of Change
- 1983 : Paul Barrere – On My Own Two Feet
- 1990 : Blonz – Blonz
- 1993 : Jeff Watson – Around the Sun
- 2000 : Vince DiCola – In-Vince-ible!
- 2000 : Christmas Collection with Father Rodgers – Remember the One
- 2001 : Seventh Key – Seventh Key
- 2001 : Trent Gardner – Leonardo - The Absolut Man
- 2001 : The December People – Sounds Like Christmas
- 2002 : Explorers Club – Raising the Mammoth
- 2002 : Daniele Liverani – Genius - A Rock Opera - Avec John Wetton
- 2003 : Saint James Parish – Come Home for Christmas
- 2003 : Khymera – Khymera
- 2006 : Moonstone Project - Time to Take a Stand
- 2010 : Joel Kosche – Fight Years
- 2010 : Roswell Six – Terra Incognita: A Line in the Sand
- 2015 : Radioactive - F4Ur